# Карнейро Фильо, Пауло Энрике
Пауло Энрике Карнейро Фильо (порт.-браз. Paulo Henrique Carneiro Filho; род. 13 марта 1989 года в Жуан-Песоа, Бразилия) — бразильский футболист, нападающий. Наиболее известен по выступлениям за турецкий «Трабзонспор».

## Клубная карьера
Пауло, который пришёл во взрослую команду клуба «Атлетико Минейро» из юношеской, дебютировал и забил гол в основном составе 10 июня 2007 года в игре с «Сан-Паулу», которая завершилась победой «Атлетико» со счётом 1:0. 21 августа 2007 года перешёл в голландский «Херенвеном». Контракт был подписан на три года с возможностью продления ещё на два года. В своём дебютном матче Пауло Энрике отметился дублем в ворота «НАК Бреда», а его команда одержала крупную победу со счётом 5:1. В марте 2010 года руководство клуба объявило, что не будет продлевать контракт с Пауло.
Уже в марте 2010 года Пауло Карнейро подписал четырёхлетний контракт с компанией Traffic Group. Права на игрока были отданы клубу «Деспортиво Бразил». 1 апреля 2010 года заключил арендное соглашение с клубом «Палмейрас» до конца года, но в августе вернулся в Европу перейдя в бельгийский клуб «Вестерло».
В июле 2011 года подписал контракт с турецким «Трабзонспором».  Сумма трансфера — 4 млн евро. Контракт рассчитан на четыре года.
Летом 2014 года Пауло подписал контракт с китайским «Шанхай Шэньхуа». Сумма трансфера составила 4 млн. евро. 15 июля 2016 года Пауло Энрике перешел из «Шанхай Шеньхуа» в «Эшторил-Прая». Клубы договорились о годичной аренде.

## Достижения
Командные
 «Херенвен»
- Обладатель Кубка Нидерландов — 2008/09

 «Акхисар Беледиеспор»
- Обладатель Кубка Турции — 2017/18